# Nunarput utoqqarsuanngoravit
Nunarput utoqqarsuanngoravit (română Țara noastră care a devenit astfel veche) este imnul național din Groenlanda.